# Nanobarra agregada de diamante
Nanobarras agregadas de diamante ou ADNR (do inglês: aggregated diamond nanorods) são uma forma alotrópica do carbono. Acredita-se que este é o material conhecido de maior dureza e menor compressibilidade, conforme medido pelo seu módulo de compressibilidade isotérmico: nanobarras agregadas de diamante possuem um módulo de 491 GPa, enquanto um diamante convencional tem um módulo de 442 GPa.
Em relação à dureza, é 11% superior a do diamante, sendo mais dura que as fulleritas e os diamantes do tipo IIa. Além disto, estas nanobarras são 0,3% mais densas que o diamante.

## Processo de obtenção
O processo para produzir esta substância foi descoberto por físicos na Alemanha, liderados por Natalia Dubrovinskaia, na Universidade de Bayreuth, em 2005. 
As nanobarras são produzidas através da compressão de moléculas de fulereno (geralmente formadas por 60 átomos de carbono) a uma pressão de 20 GPa, mantendo-se uma temperatura de 2500 K (2 227 °C). Para atingir tal pressão, usa-se uma prensa de 5000 toneladas. Como resultado, forma-se uma substância que é uma série de nanobarras interconectadas, com diâmetros variando entre 5 e 20 nanómetros e comprimento de aproximadamente 1 micrómetro.